# Forcipomyia plumosa
Forcipomyia plumosa är en tvåvingeart som beskrevs av Debenham 1983. Forcipomyia plumosa ingår i släktet Forcipomyia och familjen svidknott. Inga underarter finns listade i Catalogue of Life.